# Atractus nebularis
Atractus nebularis este o specie de șerpi din genul Atractus, familia Colubridae, descrisă de Bernal-carol și Roze 1997. Conform Catalogue of Life specia Atractus nebularis nu are subspecii cunoscute.